# سیارک ۳۸۴۵
سیارک ۳۸۴۵ (به انگلیسی: 3845 Neyachenko، نامگذاری:1979SA10) سه هزار و هشتصد و چهل و پنجمین سیارک کشف شده‌است که در ۲۲ سپتامبر ۱۹۷۹ کشف شد.
قدر مطلق سیارک برابر ۱۱٫۷۰ است.